# Hospoda Grafenau
Hospoda Grafenau, resp. bývalá hospoda Grafenau, se nachází v katastru obce Svatoňovice u zemské hranice Moravy a Slezska u silnice ze Svatoňovic do Budišova nad Budišovkou v okrese Opava v Moravskoslezském kraji. Grafenau byla slezská zájezdní formanská hospoda, jejíž název vznikl asi na konci 17. století. Hospoda, která měla také funkci mýtnice, má také další mladší názvy Schänkhäusel, Rest Schänk či Slezsko. Hospoda zde existovala již od středověku a sloužila především formanům jako zastávka pro ně i jejich povozy a také poutníkům a kupcům. Místo bylo proslavené pivem z Čermné. Na přelomu 19. a 20. století se zde začali objevovat také turisté. Až do konce 2. světové války hostinec provozovala německá rodina Sommer a po válce byl hostinským Izidor Žídek. Později, v období komunismu, byl hostinec zrušen a sloužil pouze k bydlení. Nyní je objekt opuštěný a chátrá.

## Další informace
Poblíž se nachází historický žulový hraniční kámen staré zemské hranice Moravy a Slezska a také vrch Šibeník, kde byla šibenice.

## Galerie

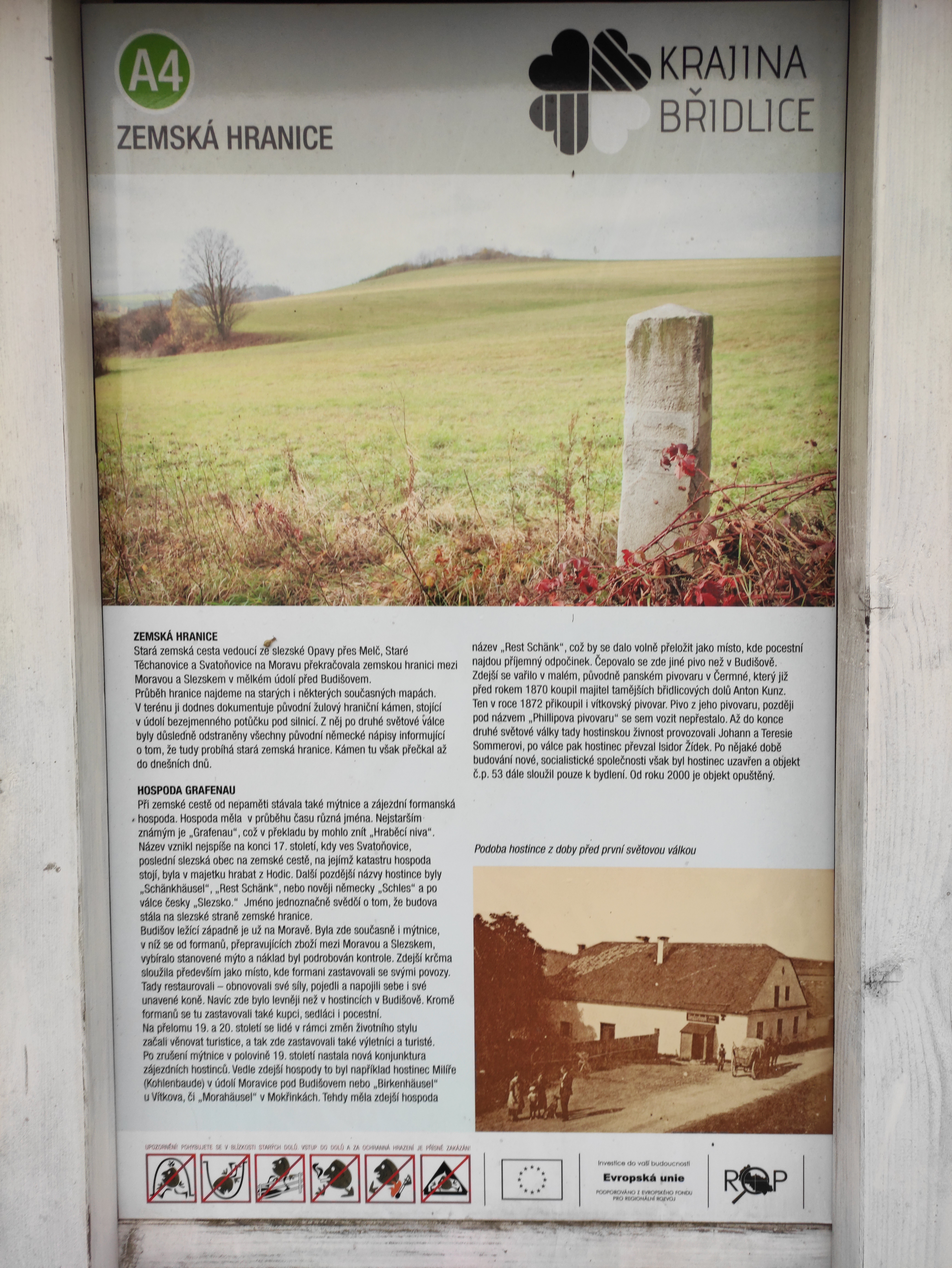
Informační tabule u hospody Grafenau